# Europanto
El Europanto (contracción de EUROPa y esperANTO o de EUROpa y PANTO- 'todo') es un sabir creado a partir de diversas lenguas europeas. Lo creó en 1996 Diego Marani, traductor del Consejo de la Unión Europea en Bruselas para marcar una alternativa a la imposición del inglés como lingua franca. Se basa en las frases y palabras que surgen en personas que comienzan a aprender una lengua. Nadie puede comenzar a hablarlo como el resto de los idiomas, ya que carece de reglas y es el propio interlocutor quien ha de definírselas a sus receptores. 
Su gramática tiende a parecerse a la del inglés, donde las palabras de otras lenguas pueden adaptarse y entenderse con facilidad. Para muchas personas no es más que una lengua de broma o poco seria.

## Ejemplo
Eine terrible menace incumbe over el Kingdom des Angleterra. Poor Regina Elisabeth habe spent todo seine dinero in charmingantes hats und pumpkinose carrosses und maintenow habe keine penny left por acquire de Champagne dat necessite zum celebrate Prince Charles anniversario op el 14 Novembro. (Diego Marani)
Es:
"Una terrible amenaza ha aparecido en el Reino de Inglaterra. La pobre Reina Isabel ha gastado todo su dinero en encantadores sombreros y carruajes de calabaza, y ahora ha dejado sin un penique para comprar el champán necesario para celebrar el cumpleaños del Príncipe Carlos, el 14 de noviembre."